# Містер Гарісон
Герберт Гаррісон, більш знаний як містер Гаррісон (англ. Mr. Herbert Garrison) — персонаж мультсеріалу «Південний Парк», один з головних дорослих героїв серіалу. Починаючи з епізоду 901, в якому цей персонаж зробив операцію з корекції статі, і закінчуючи епізодом 1205, його звали Дженет Гаррісон, більш знану як місіс Гаррісон (англ. Mrs. Janet Garrison). Починаючи з 19-го сезону виступає в ролі гротескної пародії на Дональда Трампа.
Ім'я містера Гаррісона — Герберт — вперше згадується в епізоді «Сутність». Однак трохи раніше на обкладинці книги Гаррісона «Долина пенісів» можна прочитати ім'я «Етан Ф. Гаррісон» (англ. Ethan F. Garrison). Ім'я місіс Гаррісон, Дженет, вперше згадується в епізоді «D-Yikes!»; попри те, що Дженет Гаррісон не виходила заміж, всі називали її тільки місіс. Номер будинку Гаррісона — 16405.

## Поява і розвиток персонажа
Містер Гаррісон — третій (після Шефа і міс Крабтрі) дорослий персонаж, який з'являється в пілотному епізоді серіалу. У перших трьох і початку четвертого сезону серіалу містер Гаррісон працював викладачем в третьому класі, де вчилися головні герої серіалу. У той час яскравою його рисою стала прихована гомосексуальність в поєднанні з показною гомофобією. У четвертому сезоні Герберт був звільнений з роботи після домагань до Картмена і став популярний як автор роману «Долина пенісів»; однак після отримання Гомопулітцеровской премії за книгу він почав вести життя самітника. Але пізніше, зізнавшись собі в гомосексуальності, Герберт повернувся в місто і викладав спочатку у дошкільнят, а потім знову у своєму вже четвертому класі. Після корекції статі місіс Гаррісон через деякий час стала лесбійкою, а незабаром знову скоригувала свою стать. Врешті Гаррісон усвідомив, що йому подобалося бути чоловіком і він пішов на експериментальну операцію по вирощуванню і пересадці донорського пеніса. Від інших дорослих жителів Південного Парку Гаррісон відрізняється яскраво вираженим цинізмом.
В DVD-коментарях і інтерв'ю Паркер і Стоун неодноразово згадували, що вважають образ Гаррісона своєю великою удачею.

## Біографія

### Ранні роки
Герберт Гаррісон народився в Арканзасі (цим пояснюється південний акцент персонажа). Гаррісон показаний дитиною в епізоді «Набір ваги 4000» — він бере участь в дитячому конкурсі талантів з плоскою мініатюрою і програє Кеті Лі Гіффорд. Згідно епізоду «Сутність», Герберт навчався в коледжі в Денвері, де отримав ступінь магістра машинобудування. В епізоді «Матуся Картмена - брудна повія» можна побачити більш молодого Гаррісона — у флешбеках епізоду показані події за дев'ять років до подій серіалу; примітно, що там у нього коричневе волосся без лисини, хоча в епізоді «Набір ваги 4000» у Гаррісона-дитини вже сива голова з лисиною.

### Містер Гаррісон (до корекції статі)
З пілотної серії і до епізоду 406 містер Гаррісон викладає в початковій школі Південного Парку у третього класі. Він лише один раз йде з роботи — після операції зі зміни форми носа в ринопластичній клініці Тома, містер Гаррісон стає моделлю. Однак незабаром кар'єра моделі і улюбленця жінок стомлює Гаррісона, і після звільнення і загибелі міс Елен Герберт, що його заміняла, Гаррісон знову починає викладати.
В епізоді «Набір ваги 4000» містер Гаррісон був заарештований за спробу вбити Кеті Лі Гіффорд як помсту за психологічну травму на дитячому конкурсі талантів. Йому не вдається її вбити — куля влучає в Кенні.
З дитинства містер Гаррісон носить на руці ляльку на ім'я містер Капелюх. Під час втрати містера Капелюхи (епізод 208) містер Гаррісон впав у важку депресію, з якою впорався спочатку спілкуванням з новою лялькою на ім'я містер Прутик, а потім — завдяки поверненню містера Капелюха.
Під час подій американо-канадської війни містер Гаррісон загинув, але воскрес, так як наслідки всіх подій, що сталися під час неї, були ліквідовані завдяки Кенні (фільм «Південний Парк: великий, довгий і необрізаний»). Також містер Гаррісон взяв участь у цій війні як кат для страти Терренса і Філліпа.
В епізоді «Червоний знак веселощів» містер Гаррісон разом з іншими чоловіками міста пішов в багатоденний запій, в ході якого вони під проводом Картмена переграли Громадянську війну на боці конфедератів.
В епізоді «Всесвітній флейтовий концерт» містер Гаррісон проти своєї волі відправляється додому, в Арканзас, і зустрічається зі своїми батьками. Він не хотів цього робити через психологічну травму, викликану тим, що його батько в дитинстві ніколи до нього не приставав. У поєднанні з гомосексуальними думками це викликало у містера Гаррісона впевненість, що батько не приставав до нього, бо не любив. Батько, зрозумівши, в чому проблема сина, вирішив проблему — він не наважився сам зайнятися сексом з сином, а підіслав до нього музиканта Кенні Джі. Таким чином, містер Гаррісон позбувся цього комплексу.
В епізоді «Картман вступає в NAMBLA» містер Гаррісон спілкувався в анонімному чаті з Картменом; той «шукав собі дорослих друзів», що Герберт сприйняв як пошуки хлопчиком дорослого для сексу. Гаррісон призначив Еріку зустріч в доках Південного Парку, де був спійманий і в результаті потрапив до в'язниці за педофілію. Це стало причиною відправки Гаррісона школою «у відпустку за власний кошт на невизначений час». Після консультації у містера Мекі Гаррісон вирішив відволіктися, написавши еротичну книгу. Хоча Гаррісон хотів зробити свою книгу гетеросексуальною, в цьому романі під назвою «Алея пенісів» (пародія на книгу Жаклін Сюзанн «Долина ляльок») слово «пеніс» було використано 6083 рази. Ця книга отримала «Гомопулітцеровскую премію» і була названа «найкращим гомоеротичним романом з часів» Гекльберрі Фінна "".
Не витримавши такого удару і продовжуючи чинити опір власній гомосексуальності, Гаррісон пішов в гори жити відлюдником. Коли міс Заглотнік прийшла до нього, щоб він навчив її спілкуванню зі школярами, він зайшов в загадкове дерево, де зустрів свою гомосексуальну сторону, після чого повернувся в місто і зізнався всім в тому, що є геєм. Після цього Герберта влаштували викладати дошкільнятам. Також на деякий час Герберт став успішним підприємцем, продаючи винайдену ним машину «Це» (англ. It), яка була заборонена урядом (епізод «Сутність»).
В епізоді «Концтабір терпимості», через недовгий час після смерті міс Заглотнік, Гаррісон влаштувався працювати в свій четвертий клас. Дізнавшись, що на власному звільнення через нетерпимість до меншин він може заробити великі гроші, Гаррісон приводить працювати в школу свого коханця і БДСМ-слугу містера Мазохіста. Однак Гаррісон не досягає звільнення, а за свою поведінку проводить тиждень в «концтабір терпимості».
Містер Гаррісон лівша.

### Місіс Гаррісон
В епізоді 901 містер Гаррісон робить операцію по корекції статі і стає жінкою. Після цього її кидає містер Мазохіст через те, що Гаррісон навіть не порадився з ним, а також тому, що він любить тільки чоловіків. Однак місіс Гаррісон зберігає почуття до нього, а в епізоді «Стеж за яйцем!», дізнавшись, що Мазохіст виходить заміж за Великого Ела-гомосека, з ревнощів безуспішно намагається заборонити одностатеві шлюби.

### Місіс Гаррісон і Елісон
Після того, як місіс Гаррісон зрозуміла, що у неї не буде менструацій і вона не може завагітніти, вона захотіла стати назад чоловіком, проте їй це не вдалося, так як її яєчка були пересаджені в коліна Кайла, де лопнули під час стрибка. Однак, місіс Гаррісон вирішує, що «краще бути жінкою без місячних, ніж піндосом», і починає заводити випадкові статеві зв'язки з чоловіками. Після відносин з Річард Докінз і розчарування в чоловіках у місіс Гаррісон відбувається лесбійський досвід з жінкою на ім'я Елісон і вона офіційно оголошує себе лесбійкою. Як завсідника лесбійського клубу «Les Bos» в серії «D-Yikes!» Місіс Гаррісон допомагає захистити його від покупки персами. До кінця епізоду у місіс Гаррісон трапляються сексуальні відносини як мінімум з двома жінками.
Однак, перетворення місіс Гаррісон в лесбійку входить в протиріччя з епізодом «Тампони з волосся черокі», де Гаррісон при всьому бажанні не зміг почати фантазувати про жіноче тіло.

### Містер Гаррісон (після корекції статі)
В епізоді «Фу, пеніс!» Місіс Гаррісон знову робить операцію по корекції статі і стає чоловіком, набуваючи при цьому нового «друга» — мишу, на спині якої вирощувався новий пеніс Гаррісона.

### Президентство
в Епізоді 1902 "Що стало з моєю країною?" Гаррісон починає обурюватись імміграцією канадців до міста і починає політичну кампанію з вимогою збудувати стіну на кордоні з Канадою. Що є пародією на президентську кампанію Дональда Трампа. Після цього його звільняють зі школи і він їде у Вашингтон, де разом з Кейтлін Дженнер починає свою президентську кампанію.
У 20-му сезоні Республіканська партія США висуває його в якості офіційного кандидата в Президенти. В цей час Гаррісон розуміє, що не впорається з керівництвом країною та починає саботувати власну кампанію та відкрито закликає виборців голосувати за Гілларі Клінтон. Однак, це лише додає йому популярності. 
Після перемоги Трампа на виборах сценаристи були вимушені зробити Гаррісона Президентом США. Вони додали йому руду перуку та продовжили проводити паралелі з Трампом на посаді Президента.

## Характер
Містер (місіс) Гаррісон в цілому — цинічна і самозакохана особистість з деякими психічними відхиленнями, готова піти на що завгодно заради досягнення своїх цілей і реалізації примх. Містер Гаррісон як до, так і після зміни статі завжди захищає те, що йому вигідно: коли Герберт був гомосексуалом, він завзято захищав права гомосексуалів, коли став жінкою, — став всіляко протистояти правам тих, до кого недавно належав. Містер Гаррісон, на відміну від безлічі наївних дорослих міста, цинічний і прагматичний: наприклад, він єдиний, хто не розчулюється під час побудови дітьми сходів у небо (епізод 612), а, коли безліч дорослих вмовляють Еріка вирушити до табіру для товстунів, він виявляється єдиним, хто приходить не поспівчувати йому, а з бажання подивитися на вираз його обличчя. Також Гаррісон відрізняється расизмом: на кожне Різдво Герберт пропонував вигнати з міста всіх мексиканців, вважає німців помилкою господа Бога, а його лялька містер Капелюх була членом Ку-клукс-клану. Крім того, в неканонічному епізоді «Класичні різдвяні пісні від містера Хенкі» містер Гаррісон співає пісню про те, як під Різдво їздить по світу і знущається над тими, хто не вірить в Ісуса. Ця пісня, «Merry Fucking Christmas», увійшла на диск «Mr. Hankey's Christmas Classics»

## У ролі викладача
У безлічі серій містер / місіс Гаррісон показаний як некомпетентний викладач, що задає дивні і безглузді завдання: наприклад, він вісім днів поспіль показує третього класу телешоу «Barnaby Jones», запитує, чому Чаббі Чекер пішов з The Beatles в 1972 році, говорить, що Христофор Колумб звільнив євреїв від Наполеона і відкрив Францію, а релігійні почуття мусульман треба поважати, бо у них заборонена мастурбація. Коли місіс Гаррісон чимось незадоволена, вона може поставити вивчити за день шістсот сторінок підручника чи за вихідні прочитати «Старого і море» і написати про книгу есе. З іншого боку, іноді Гаррісон розповідає учням про реальні і важливі проблеми — такі, як теорія еволюції, сталінізм або комунізм. Якщо зробити знижку на цинізм і інші особливості особистості, в цілому місіс Гаррісон дуже щиро і близько до серця сприймає свою роботу.

## Прихована гомосексуальність (1-4 сезони)
Головним комплексом Гаррісона в перших сезонах є його прихована гомосексуальність. Незважаючи на те, що він всіляко це заперечує, натяки на це в серіалі починаються аж з четвертого епізоду «Великий Ел-гомосек і його гомояхта»: Герберт розповідає Стену про те, що всі геї — нелюди і чудовиська, на що трохи пізніше Шеф зауважує: «Та ти ж сам блакитний». У серії «Матуся Картмана - брудна повія» видно, що Джимбо також упевнений в гомосексуальності Гаррісона; коли під флешбеки Гаррісон пристає до Ліенн Картман, його справжньою метою є груповий секс з нею і з Шефом, і Герберт виявляється дуже розчарований, що Шеф відмовляється.
Крім прихованої гомосексуальності, Гаррісон відрізняється величезною кількістю сексуальних відхилень: він як мінімум двічі займався любов'ю з тваринами (з Флаффі в епізоді «І покохав слон свиню», причому у неї народжується поросята, що схожі на містера Гаррісона, і з голубом в епізоді «Яковозаври»), має схильність до педофілії (знайомство в чаті з Картманом) і інцесту (бажання зайнятися коханням з батьком). В епізоді «Солоні шоколадні яйця Шефа» діти зустрічають містера Гаррісона плаваючим з аквалангом в нечистотах в каналізації (деякі фанати, втім, припускають, що там Гаррісон шукав містера Капелюха).
Гомосексуальність Герберта знаходила вираз в його ляльках — містері Капелюхові і містері .Прутику, адже одночасно з появою у нього коханця містер Капелюх зникає. Також на консультації у психолога містер Гаррісон зізнається, що «у містера Капелюха були гомосексуальні фантазії». Але у серії «Тампони з волосся черокі», мастурбацію під час думок про чоловіче тіло Гаррісон також приписував містеру Капелюху.
Багаторазово Гаррісон починав доводити іншим, що обожнює жінок. В епізоді «Суккуб» він розповідає дітям, що постійно заводить стосунки з жінками на одну ніч (коли діти йдуть, містер Капелюх «говорить» Гаррісону: «Кого ти обманюєш?»), А в епізоді «Тампони з волосся черокі» розповідає містеру Мекі, що схиблений на сексі з жінками.

## Відкрита гомосексуальність (4-8 сезони)
Після того, як містер Гаррісон зустрічає «свою блакитну половину» (в серії четвертий клас) і зізнається собі в гомосексуальності, він щасливий від того, що може розповісти всім, що він — гей. Навіть дитсадку, до яких він надходить викладати, містер Гаррісон докладно розповідає історію свого камінг-ауту і навіть сексу з батьком. В епізоді 502 Гаррісон пояснює всім, що він єдиний, хто може вільно виголошувати слово «fag» (в російській перекладі — «піндос»), тому що сам такий, і ходить по вулицях, співаючи перехожим: "Hey, there, shitty shitty fag "(Ей, ти, гімняний, гімняний піндос).
У серії «Правильне використання презерватива» показано, як містер Гаррісон викладає у малюків сексуальне виховання. Він докладно розповідає їм про безліч іноді досить своєрідних сексуальних позицій і змушує їх вивчати назви напам'ять. В кінці серії, коли Шеф доводить непотрібність сексуального виховання в молодшій школі, він говорить: «Що, якщо навчати ваших дітей буде просто якийсь збоченець?» — Після чого всі дивляться на містера Гаррісона.
Коли містер Гаррісон винаходить машину для швидкого пересування на великі відстані, названу просто «Це», її пристрій включає ручку, що схожа на анус, ручку, яку треба смоктати ротом, і ще дві, що дуже нагадують чоловічі пеніси. При цьому ручки в анус і в рот навіть не є необхідними для управління машиною — просто містер Гаррісон впевнений, що без цього нецікаво.
Поєднання звичайної гомосексуальності і ще безлічі збочень в особистості містера Гаррісона відзначається, наприклад, Шефом, коли він зазначає: «Діти, існує величезна різниця між блакитними і містером Гаррісоном» (діти, що знаходяться в жаху від поведінки містера Гаррісона, вирішили, що стали гомофобами) .

### Місіс Гаррісон
Навіть після операції «вагінопластики» і корекції статі у Гаррісона залишаються чоловічий голос і коротка зачіска з лисиною. Однак, незважаючи на це, місіс Гаррісон завжди патетично стверджує: «Я жінка!» (Хоча багато хто продовжує звертатися до неї «містер»), прагне сексу з чоловіками і хоче показувати їм свої груди (які виглядають досить потворно). Періодично місіс Гаррісон робить заяви на кшталт «Я, як жінка, проти шовіністичних конкурсів краси» або «Ніщо не робить мою вагіну такою вологою, як спів чорношкірого».

## Стосунки

### Містер Капелюх

Містер Капелюх

Містер Капелюх (англ. Mr. Hat) — лялька, яку містер Гаррісон носить на руці більшу частину свого життя (з дитинства до повернення викладачем в четвертий клас). Він є пародією на ляльку «Високий капелюх» (англ. High Hat), яку використовують для викладання дітям основ граматики і алфавіту. Відомо також, що один із шкільних вчителів Трея Паркера, використовував схожу ляльку.
У першому епізоді містер Капелюх з'являється просто як лялька, яку містер Гаррісон використовує при веденні уроку (слід зазначити, що це єдиний епізод, де у містера Капелюхи немає очей); проте в наступних серіях стає ясно, що містер Капелюх — щось більше. Містер Капелюх — це і вияв латентної гомосексуальності Гаррісона (як каже психотерапевт доктор Катц в серії «Літо — відстій»), і його найкращий (якщо не єдиний) друг, з яким він продовжує «розмовляти», залишаючись на самоті, а в багатьох серіях — істота і що володіє власною волею.. Так, в епізоді «Шефська допомога» містер Капелюх виявити свою здатність вести машину, на якій він приїжджає до в'язниці і звільняє містера Гаррісона і Шефа (Шеф це коментує фразою «Яким хріном він дістав до педалі газу?»). В епізоді «Всесвітній флейтовий концерт» містер Капелюх б'ється з містером Мекі. Також Містер Капелюх здатний рухати очима. В епізоді «Шеф втрачає терпіння» містер Капелюх показаний як член Ку-клукс-клану (причому, коли Гаррісон відмовляється йти з ним на чергові збори, той іде сам). Можливо, містер Капелюх є трохи ненормальним — адже саме він змушує містера Гаррісона вчинити замах на Кеті Лі Гіффорд в епізоді «Набір ваги 4000» (хоча можливо, що це лише проєкція власних відхилень містера Гаррісона). У серії Четвертий клас Містер капелюх показаний з сивою бородою.
Містер Капелюх кілька разів йде від містера Гаррісона. Після американо-канадської війни його бере до себе Сатана як заміну Саддаму Хусейну (фільм «Південний Парк: великий, довгий і необрізаний»), проте ніяких натяків на це в епізодах немає. Як говориться в офіційному FAQ по серіалу, після короткого роману з Сатаною містер Капелюх повернувся до Герберта. Важливо відзначити, що тут помітний ще один натяк на натхнення містера Капелюха — коли Сатана говорить з ним, голос містера Капелюха майже ідентичний тому, яким він «говорить» з містером Гаррісоном. В епізоді «Літо — відстій» містер Капелюх залишає містера Гаррісона; спочатку ми бачимо його в лазні, спілкується з Бреттом Фавром, а потім він намагається вбити нового друга містера Гаррісона — містера Прутика. З'являється в епізоді 200 і 201 і допомагає Картмену дізнатися хто його батько. Можливо ми його ще побачимо. Те, що містер Капелюх — не просто уособлення гомосексуального боку містера Гаррісона, доводить уже той факт, що після камінг-ауту Герберта Капелюх не зникає. Містер Гаррісон продовжує ходити з ним і використовує його в викладанні для вихованців дитсадка. На початку епізоду «Табір смерті і терпимості» містер Гаррісон з'являється в кабінеті директорки Вікторії з містером Капелюхом. Однак після появи Містера Мазохіста містер Капелюх зникає без пояснення причин; містер Гаррісон говорить, що вирішив, що «четверокласники його переросли», що дивно, якщо вважати містера Капелюх одухотвореною особистістю і другом Гаррісона. У грі «South Park: The Stick Of Truth» містера Капелюх можна знайти в прямій кишці містера Мазохіста.

### Містер Прутик

Містер Прутик

Містер Прутик (в перекладі Гобліна: в перекладі МТВ Містер Тріска, Рен-ТВ Містер Сучок; англ. Mr. Twig) — гілочка, одягнена в пурпурову маєчку з рожевим трикутником; лялька, яка замінила містеру Гаррисону містера Капелюх в епізодах 208—214. Голос містера прутика ідентичний голосу містера Капелюха за винятком його останньої сцени в епізоді «Шефська допомога», коли він говорить з французьким акцентом. На відміну від містера Капелюхи, містер Прутик жодного разу не виявив ознак самостійних дій. Містер Прутик не дуже подобався учням третього класу, які вимагали повернути містера Капелюх. Зрештою містер Гаррісон і сам розуміє, що любить містера Капелюх, і після слів містера Прутика «слідуй тому, що говорить серце» повертається до своєї першої ляльки.

### Річард Докінз
В епізоді «Вперед, Бог, вперед» місіс Гаррісон навідріз відмовляється викладати в своєму класі теорію еволюції, пояснюючи це тим, що, якщо вірити в еволюцію, все навколо — мавпи, а вона не мавпа, а жінка. Для викладання цієї теорії на заміну Дженет в школу запрошують Річарда Докінза; та спочатку протистоїть йому, але потім він зізнається їй, що захоплюється, як у простої жінки можуть бути такі чоловічі якості (він не знає про те, що Дженет раніше була чоловіком). У них починаються відносини (в епізоді навіть показаний їх коїтус), Дженет під впливом Докінза стає атеїстом і починає активно пропагувати атеїзм. Коли в паралельному сюжеті епізоду заморожений Картман потрапляє в далеке майбутнє, він дізнається, що завдяки поєднанню думок Докінза і напористості Гаррісона весь світ став атеїстичним, і тепер різні напрямки атеїзму воюють за відповідь на «Головне питання».
У продовженні цієї серії — «Вперед, Бог, вперед XII» — Картмен дзвонить по тимчасовому телефону в минуле в той момент, коли Докінз і місіс Гаррісон вперше займаються сексом. Він просить покликати до телефону містера Гаррісона, а потім уточнює, що містер Гаррісон — це місіс Гаррісон до операції по корекції статі. Докінз в жаху тікає від місіс Гаррісон, і та повертається в свою релігію. Оскільки саме місіс Гаррісон належала ідея насадження атеїзму по всьому світу, майбутнє змінюється.

### З жителями міста
Містер Гаррісон завжди був завсідником бару Південного Парку і часто поставав як частина компанії чоловіків міста. Проте, особливо близьких дружніх стосунків ні з ким у нього не було, а в декількох епізодах показано неприязне ставлення городян: містер Мекі жорсткоко розігрує його в епізоді «Літо — відстій», Шеф зазвичай тримає в спілкуванні з Гаррісоном деяку дистанцію. Однак, в цілому як до, так і після зізнання в своїй орієнтації містер Гаррісон спілкується з іншими чоловіками Південного Парку.
Після корекції статі місіс Гаррісон намагається «по-дівочому» базікати і спілкуватися з дівчатами Південного Парку, але, мабуть, це їй не особливо вдається — вони дивляться на неї насторожено і неприязно.
У багатьох серіях йдеться, що нескінченні сексуальні проблеми і збочення Гаррісона всім набридли. Наприклад, в епізоді 214 його заарештовують як збоченця, а в епізоді 1106 відбувається діалог з мером:
 — Ви тепер лесбійка?
 — Так, і пишаюся цим!